# Claas

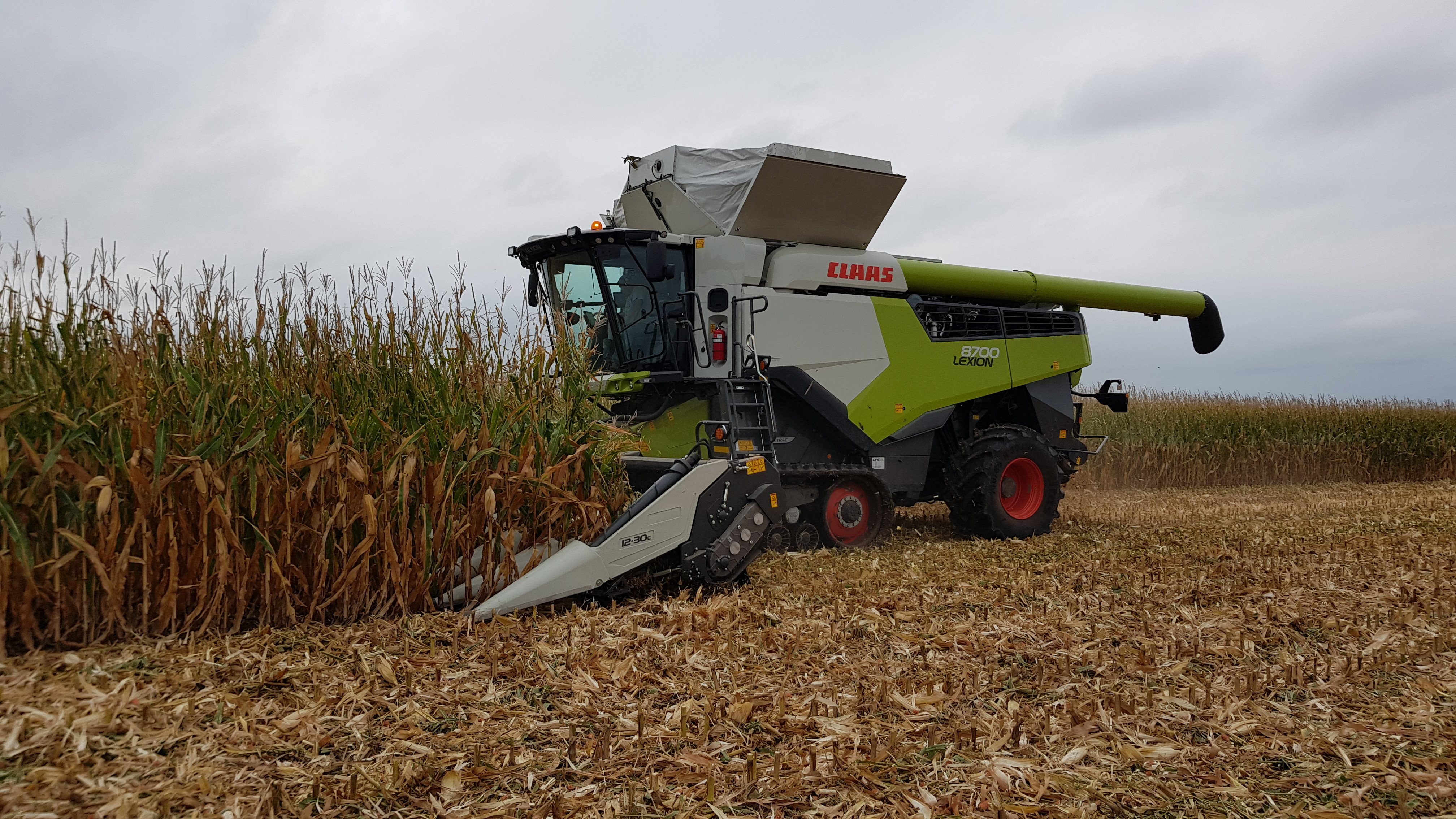
Colheitadeira LEXION

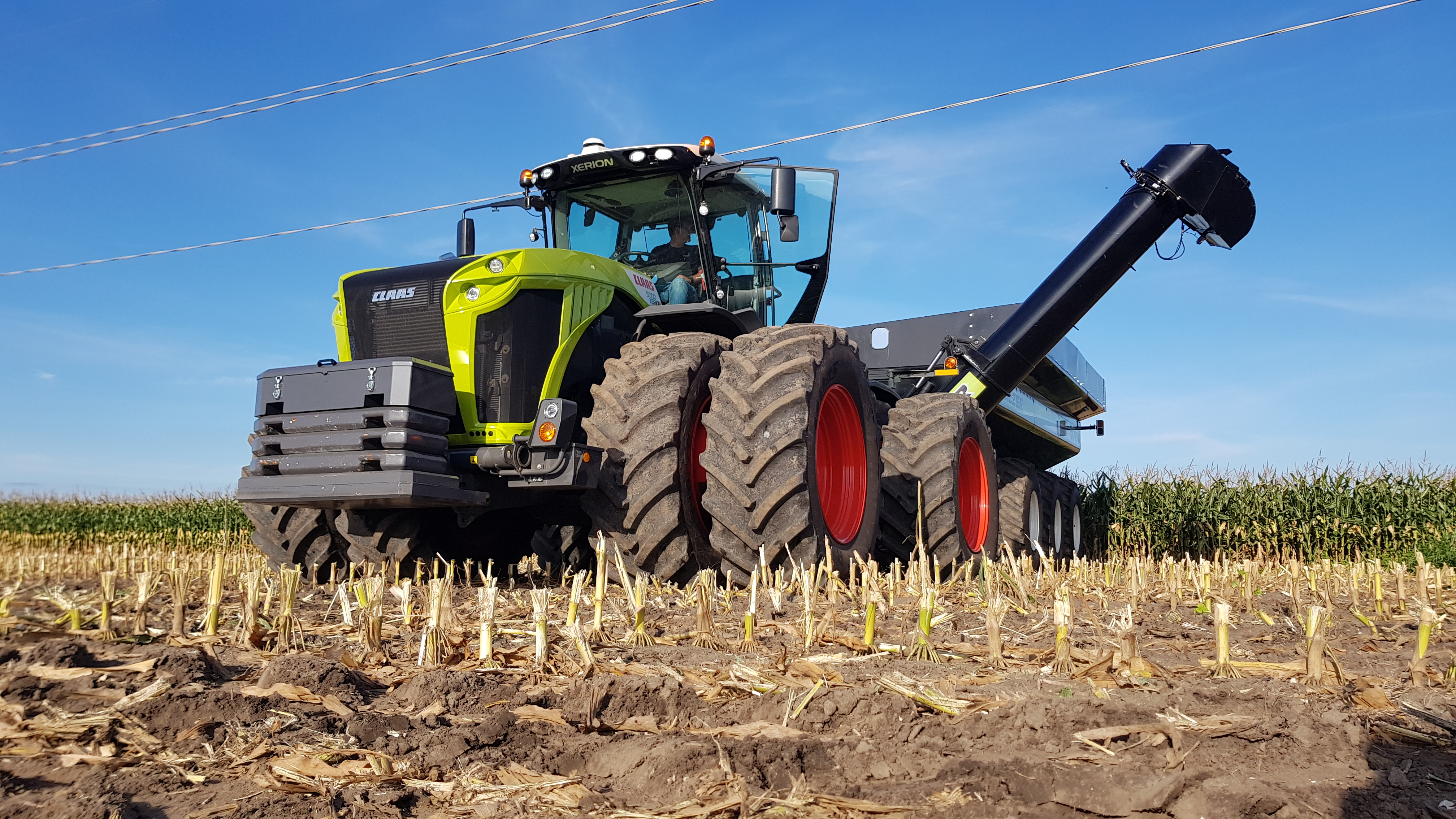
CLAAS XERION

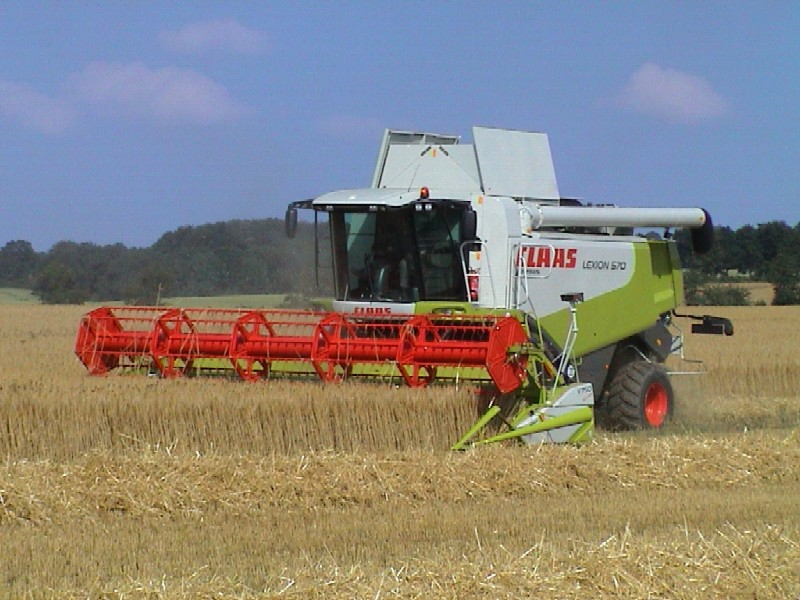
Colheitadeira CLAAS LEXION

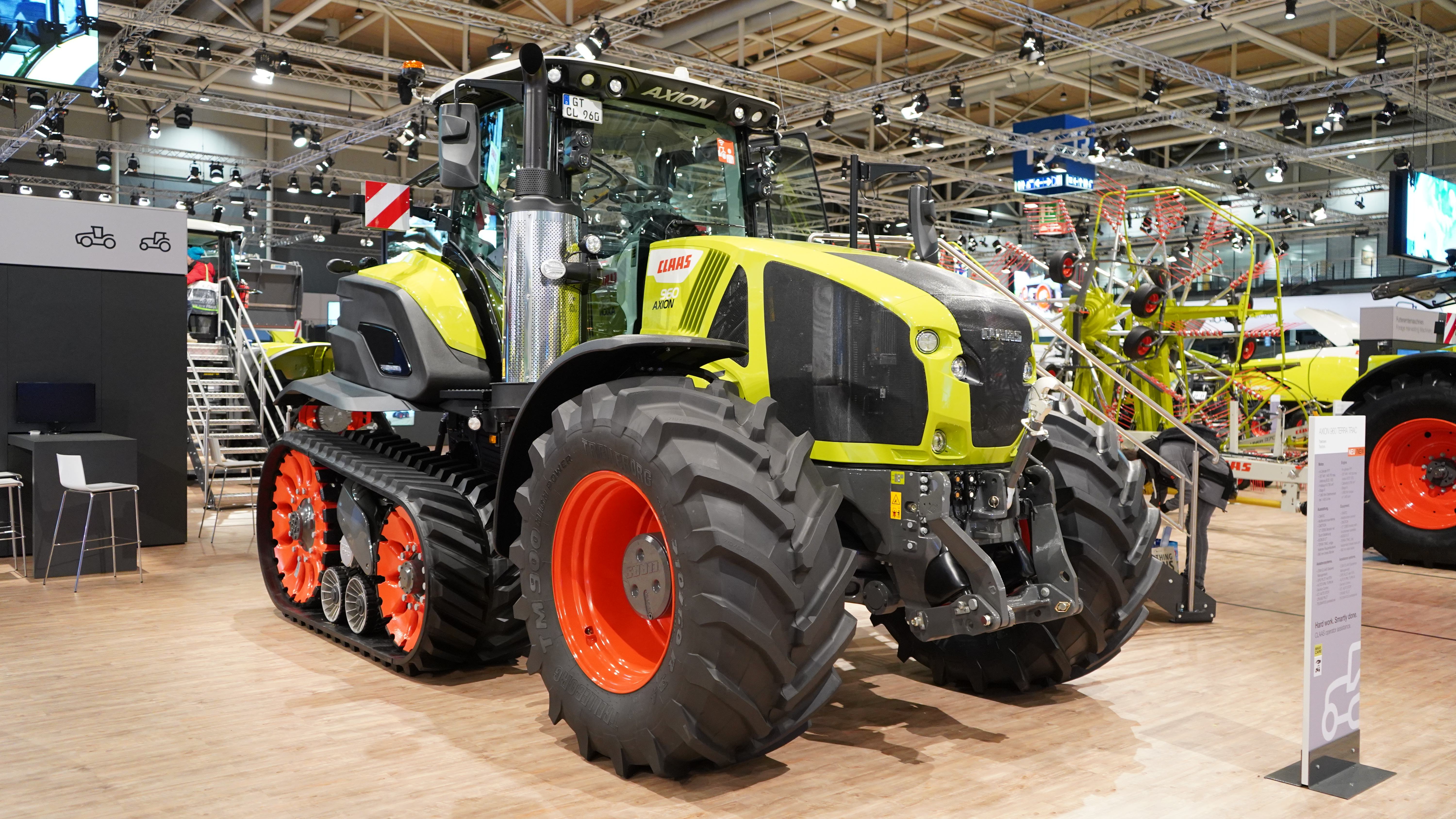
AXION 960 TERRA TRAC

CLAAS é uma fabricante de máquinas agrícolas com sede em Harsewinkel, Alemanha, no estado federal da Renânia do Norte-Vestfália. Fundada em 1913 por August Claas, a CLAAS é uma empresa familiar e uma das líderes de mercado e tecnologia em tecnologia de colheita. É líder de mercado europeu em colheitadeiras e considerada líder mundial de mercado em colhedoras de forragem autopropelidas. A gama de produtos também inclui tratores, enfardadeiras, segadeiras, ancinhos, tedders, reboques de ensilagem, carregadeiras de rodas, manipuladores telescópicos e outros equipamentos de colheita, bem como tecnologia de informação agrícola. A CLAAS emprega cerca de 11 500 funcionários em todo o mundo e registrou um faturamento de aproximadamente 3,9 bilhões de euros no exercício de 2019. Cerca de 78,5% das vendas são geradas fora da Alemanha.

## História

### Primeiros dias
O início da empresa remonta a 1887, quando Franz Claas fundou uma empresa em Clarholz para a produção de centrífugas de leite. A partir de cerca de 1900, passou também a fabricar ali outras máquinas agrícolas, como aglutinantes de palha e cortadores para máquinas de cortar relva.
A fundação oficial da empresa ocorreu em 1913, quando o filho de Franz Claas, August Claas, informou ao escritório responsável em Herzebrock que estava fabricando pastas de palha com dois serralheiros e um trabalhador não qualificado. Em 1914 seus irmãos Franz jun. e Bernhard Claas também se juntaram à empresa. A empresa foi então continuada sob o nome de "Gebr. Claas". O quarto irmão, Theo, ingressou oficialmente na empresa como sócio em 1940.

### Período de crescimento
Após seu retorno da Primeira Guerra Mundial, os irmãos e irmãs Claas mudaram sua empresa para Harsewinkel em 1919, onde compraram uma fábrica de pedra dura abandonada e continuaram a produção. A exportação dos produtos Claas agora também começou a partir de Harsewinkel, inicialmente para Holanda, França e Bélgica.
Em 1930, começou o desenvolvimento da primeira colheitadeira CLAAS, inicialmente como máquinas usando o princípio de corte frontal. A primeira enfardadeira de palha CLAAS foi produzida em 1931. Em 1936, a empresa lançou a primeira ceifeira-debulhadora concebida especificamente para as condições de colheita europeias, a ceifeira-debulhadora (ger. Mäh-Dresch-Binder – MDB). Este foi então produzido em massa a partir de 1937. Até que a produção foi interrompida devido à guerra em 1943, aproximadamente 1 400 máquinas foram produzidas.

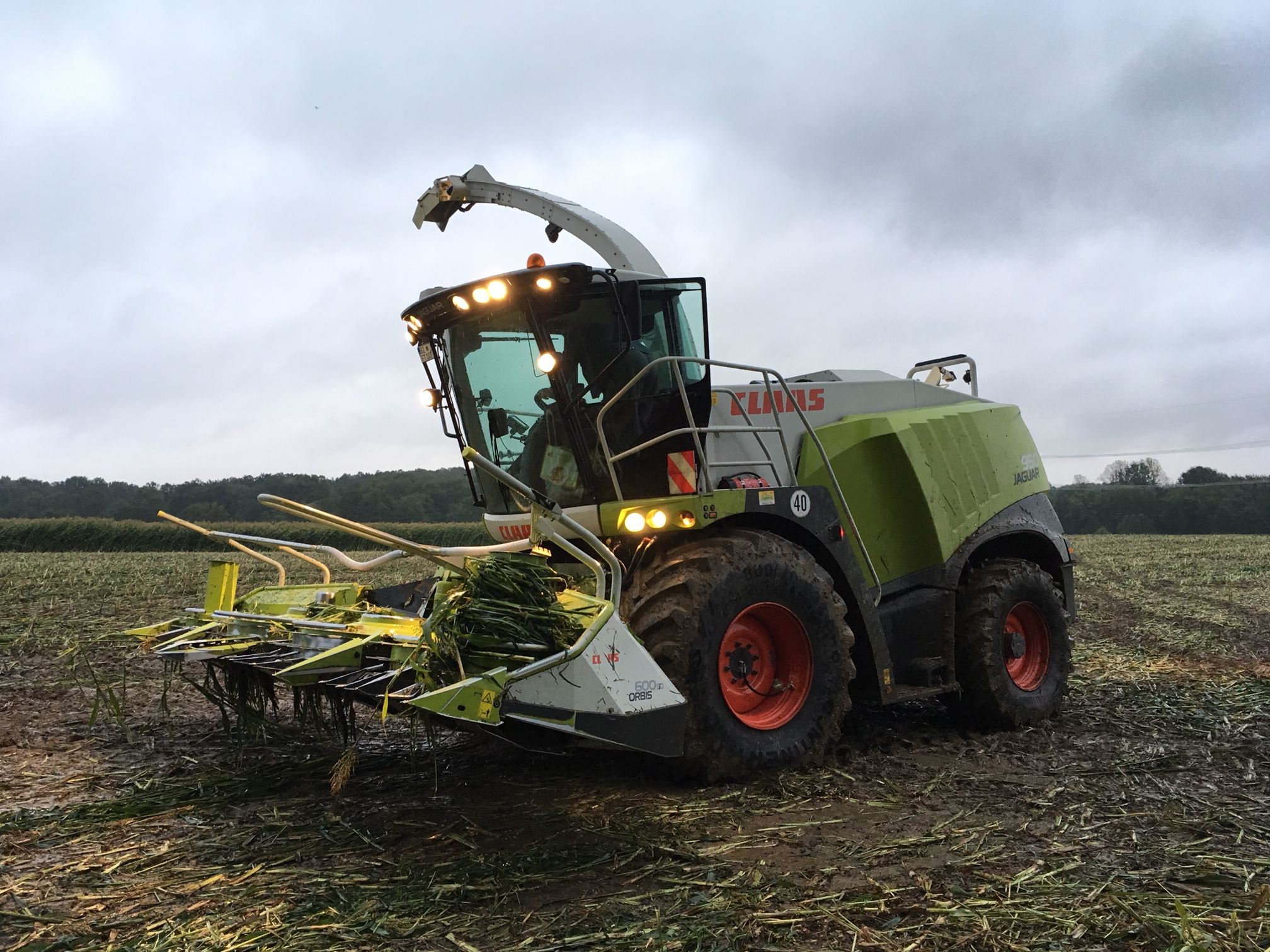
CLAAS JAGUAR

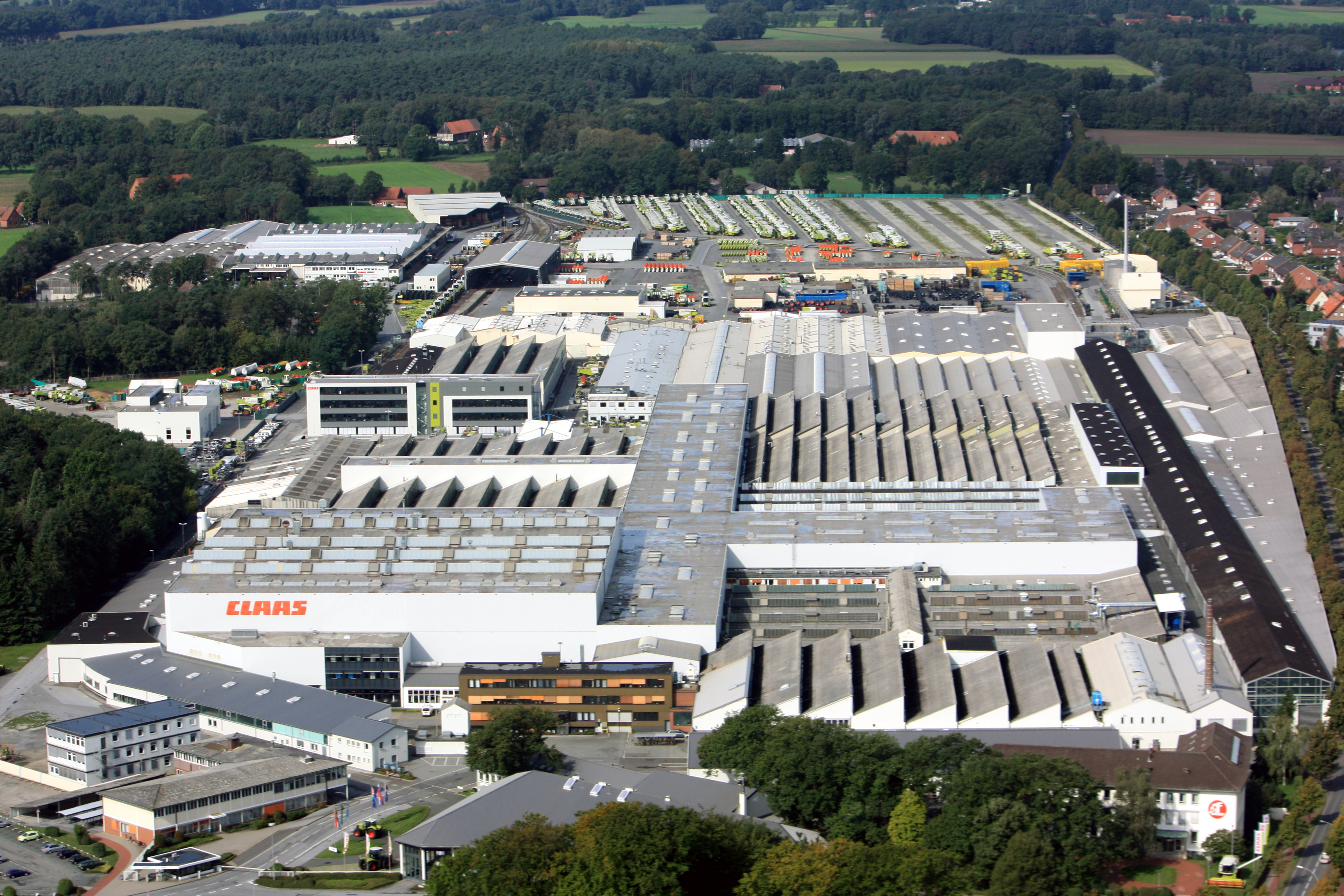
Unidade de produção CLAAS em Harsewinkel

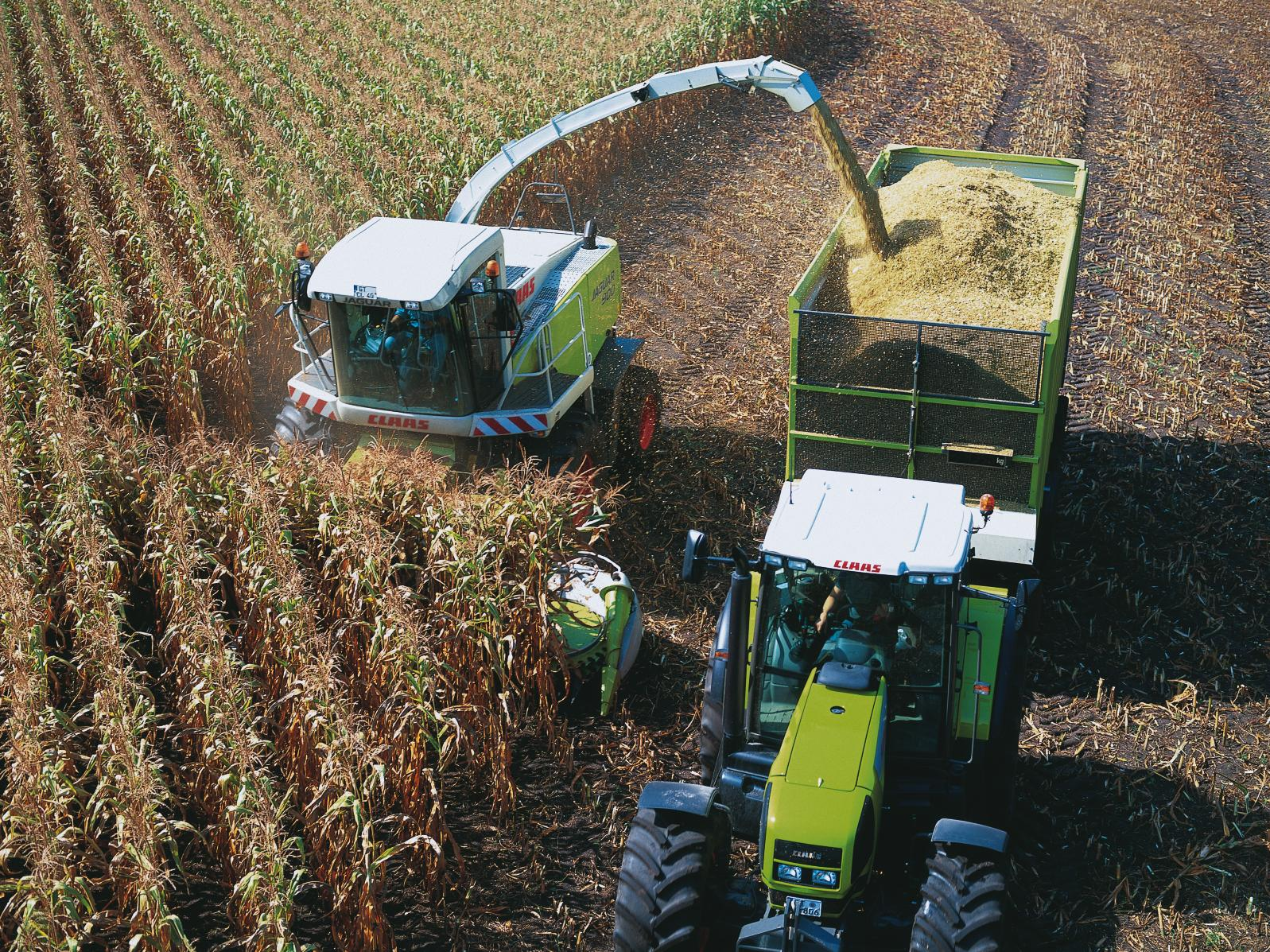
Trator CLAAS, colhedora de forragem CLAAS

Ao mesmo tempo em que a 1000ª colheitadeira foi construída em 1942, começou o desenvolvimento do CLAAS SUPER. Este chegou ao mercado em 1946. Até o final da produção em 1978, mais de 65 000 unidades foram produzidas por esta família de colheitadeiras.
Em 1956 uma nova fábrica foi estabelecida em Paderborn. Este era agora o terceiro local além da fábrica em Harsewinkel e da Christopherus-Hütte em Gütersloh-Blankenhagen, que foi construída em 1948. Em 1961, foi adicionada a nova fábrica de enfardadeiras CLAAS em Metz (França), que opera sob o nome de Usines Claas France SA desde 1969.
Helmut Claas, filho de August Claas, tornou-se diretor administrativo de engenharia em 1962. Naquela época, a CLAAS já era o fabricante nº 1 de colheitadeiras na Europa. 1969 viu a aquisição da Josef Bautz AG em Saulgau com uma fábrica de máquinas para colheita de forragem. Um ano depois, a empresa Speiser de Göppingen, especializada em tecnologia de colheita de forragem. A empresa continuou a crescer de forma constante e apresentou novos produtos para colheita de forragem, como ceifeiras, tedders, ceifadeiras, carretas carregadeiras e forrageiras rebocadas.
Em 1978, Helmut Claas assumiu a presidência do conselho de administração.

### Estabelecimento como uma empresa global de tecnologia agrícola
Desde a década de 1990, a empresa fortaleceu sua presença internacional em países não europeus. Novos locais de produção e vendas foram estabelecidos na Índia (1989), EUA (1999), Rússia (2005), China (2012/2014) e América do Sul, entre outros. Com a aquisição de uma participação majoritária na Renault Agriculture em 2003, a CLAAS expandiu sua gama de produtos para incluir tratores padrão. Em 11 de fevereiro de 2003, a 400 000ª colheitadeira deixou a linha de produção na fábrica principal em Harsewinkel.
Em 2011, a LEXION 770 estabeleceu o Recorde Mundial do Guinness com 675,84 toneladas de grãos colhidos em oito horas.
Com a construção do novo centro de desenvolvimento de eletrônica em Dissen, Baixa Saxônia, o CLAAS abriu caminho para outro importante campo futuro em 2017: a digitalização da agricultura.
Desde 1 de outubro de 2019, a empresa é liderada pelo CEO Thomas Böck.

## Portfólio de produto
A CLAAS é conhecida como especialista em colheita, oferecendo colheitadeiras em vários tamanhos. A maior série de modelos é a LEXION, que é produzida desde 1995 e está agora em sua quarta geração. A LEXION 8900 tem uma potência máxima de 790 hp e está disponível com pneus ou esteiras (TERRA TRAC) no eixo dianteiro. Ambas as opções permitem uma velocidade máxima de 31km/h (50 km/h). As barras de corte têm até 13,79 metros de largura e o tanque graneleiro comporta até 18 000 litros. A CLAAS oferece também as duas famílias de produtos de colheitadeiras menores, a TUCANO e a AVERO.
Em agosto de 2021, a CLAAS apresentou uma nova linha de produtos de colheitadeiras chamada TRION. A gama consiste nas séries TRION 700, TRION 600 e TRION 500. Eles são movidos por motores Cummins.
A colhedora de forragem CLAAS é chamada JAGUAR. A CLAAS é considerada líder mundial no mercado de picadores de silagem.
O fabricante produz e vende tratores a partir de 47 cv a 530 cv. O XERION é o maior trator da linha de produtos CLAAS e é fácil de reconhecer com quatro rodas de tamanho igual.
A série de modelos AXION está disponível a partir de 205 cv (AXION 800) a 445 cv no AXION 960. Desde 2019, a CLAAS oferece um sistema de esteira opcional para a série AXION 900, em vez das rodas traseiras, chamado TERRA TRAC.
A gama de modelos ARION é composta por tratores desde 95 hp (ARION 410) para 205 cv (ARION 660). A gama de modelos ARION inclui o ARION 400, ARION 500, ARION 600 e ARION 600C.

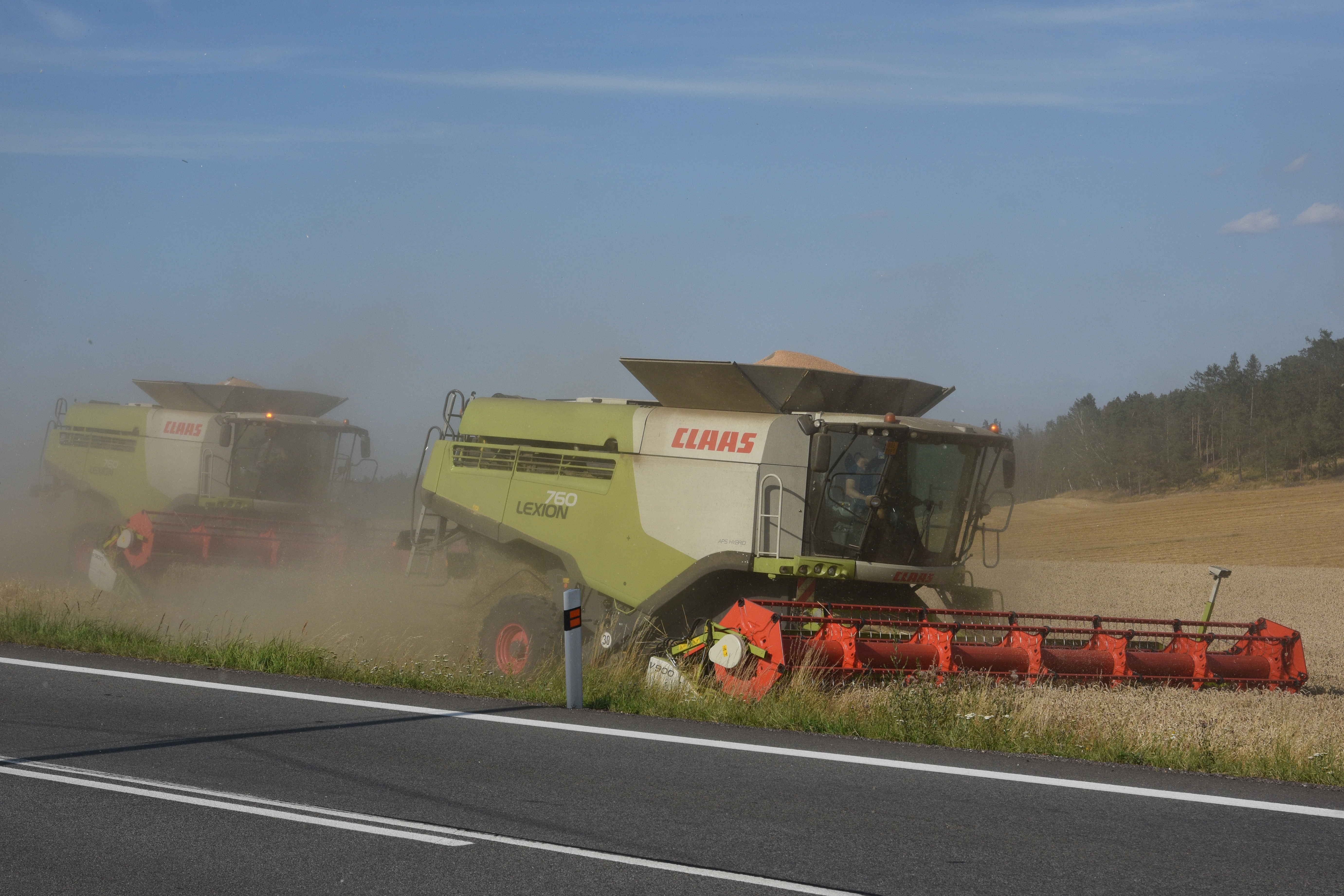
LEXION 760 na colheita de grãos

| Colheitadeiras   | Colheitadeiras de forragem autopropelidas | Tratores         | Enfardadeiras       | Carregadeiras de rodas | Manipuladores Telescópicos | Máquinas de colheita de forragem |
| ---------------- | ----------------------------------------- | ---------------- | ------------------- | ---------------------- | -------------------------- | -------------------------------- |
| LEXION 8000-5000 | JAGUAR 990-930                            | XERION 5000-4000 | QUADRANTE 5300-4000 | TORION 1914-535        | ESCORPIÃO 1033-635         | DISCOTECA                        |
| LEXION 780-740   | JAGUAR 870-840                            | AXION 960-920    | ROLANTE 620-375     |                        |                            | CORTO                            |
| LEXION 670-620   | Sistemas de corte ORBIS                   | AXION 870-800    | VARIANTE 485-450    |                        |                            | VOLTO                            |
| TUCANO 580-560   |                                           | ARION 660-610    | MARCANTE 650        |                        |                            | FORRO                            |
| TUCANO 450-320   |                                           | ARION 550-510    |                     |                        |                            | CARGAS 9600-740                  |
| AVERO 240/160    |                                           | ARION 460-410    |                     |                        |                            |                                  |
| TRION 750 - 520  |                                           | ATOS 350-220     |                     |                        |                            |                                  |
| Barras de corte  |                                           | ELIOS 240-210    |                     |                        |                            |                                  |
|                  |                                           | NEXOS 250-210    |                     |                        |                            |                                  |

## Localizações da empresa
A CLAAS é uma empresa internacional ativa em todo o mundo.

### Harsewinkel, Alemanha
Harsewinkel, sede da CLAAS, abriga a administração da empresa e uma grande fábrica.
A fábrica de Harsewinkel foi inaugurada em 1919. As ceifeiras-debulhadoras são fabricadas aqui desde 1936. Até o momento, mais de 400 000 foram construídas. A CLAAS também produz colheitadeiras de forragem e o trator XERION em Harsewinkel. Entre 2000 e 2003, a fábrica foi ampliada para que não apenas máquinas acabadas, mas também componentes individuais para outras plantas CLAAS pudessem ser produzidos. As máquinas fabricadas na fábrica principal em Harsewinkel são transportadas cerca de metade por via férrea e metade por caminhão. A escolha do meio de transporte depende principalmente do país de destino. Para a Europa Ocidental (especialmente Alemanha, França, Espanha), o transporte é principalmente rodoviário. Para os portos marítimos de Bremen e Hamburgo, bem como para o Sudeste e Leste da Europa (especialmente Polônia, Romênia e antigos estados da CEI), o transporte ferroviário é predominante. A importância do tráfego ferroviário é refletida no fato de que, já em 1967, uma ferrovia de conexão de 3,1 quilômetros de extensão foi construída, ligando a linha Ibbenbüren – Gütersloh do Teutoburger Wald-Eisenbahn (TWE) ao próprio Harsewinkel-West da empresa estação de obras.

### Bad Saulgau, Alemanha
As instalações da CLAAS em Bad Saulgau desenvolvem, testam e fabricam máquinas e acessórios para colheita de forragem. Além disso, a unidade picadora da JAGUAR vem deste local de produção. O site de Bad Saulgau também abriga um centro de testes para tecnologia de colheita de forragem e o Centro de Competência do Grupo CLAAS para Automação de Implementos de Tratores (TIM).

### Le Mans, França
Após a aquisição de uma participação majoritária na Renault Agriculture, a CLAAS também oferece uma gama completa de tratores desde 2003. Todos os modelos de tratores CLAAS, exceto o XERION, são fabricados na fábrica de Le Mans, a duas horas de carro a sudoeste de Paris. Em 2021, uma reforma de três anos da fábrica foi concluída.

### Metz, França
Na fábrica da CLAAS em Metz, 400 funcionários fabricam enfardadeiras para a indústria agrícola. Desde o início da produção em 1958, mais de 300 000 foram fabricadas. Cada tipo de enfardadeira é produzida em sua própria linha de soldagem e processamento de chapas metálicas. Isso economiza custos de reequipamento e permite a produção simultânea de todos os modelos.

### Törökszentmiklós, Hungria
800 funcionários trabalham na unidade húngara de Törökszentmiklós, a sudoeste de Budapeste. Faz parte do Grupo CLAAS desde 1997 e tornou-se o centro de competência para barras de corte e segadeiras de tambor.

### Columbus, Indiana e Omaha, Nebraska, EUA
As máquinas CLAAS estão colhendo em campos norte-americanos desde a década de 1950. Desde a fundação da empresa de vendas CLAAS of America (COA) em 1979 e a subsequente colocação da pedra fundamental em Columbus, Indiana, em 1981, as vendas têm sido realizadas por revendedores CLAAS. Com o crescimento dos negócios nos EUA, o departamento de peças de reposição em Columbus, responsável por todo o EUA e Canadá, também foi bastante expandido.
A empresa de produção CLAAS Omaha (COL) fabrica ceifeiras-debulhadoras LEXION desde 1999. A COL também é co-responsável pelo desenvolvimento de produtos das máquinas americanas. A planta está localizada nas maiores áreas de cultivo de grãos nos EUA e foi inicialmente operada em cooperação com a Caterpillar – desde 2002 de propriedade integral da CLAAS. Hoje, as colheitadeiras LEXION não são mais vendidas exclusivamente por meio de revendedores Caterpillar, mas também por outros canais de distribuição. Até 2019, as colheitadeiras produzidas em Omaha tinham uma pintura amarela e preta. Com o início da produção da nova série de modelos LEXION para o mercado norte-americano na fábrica de Omaha, o esquema de cores de Nebraska mudou para o típico CLAAS verde-branco-vermelho.

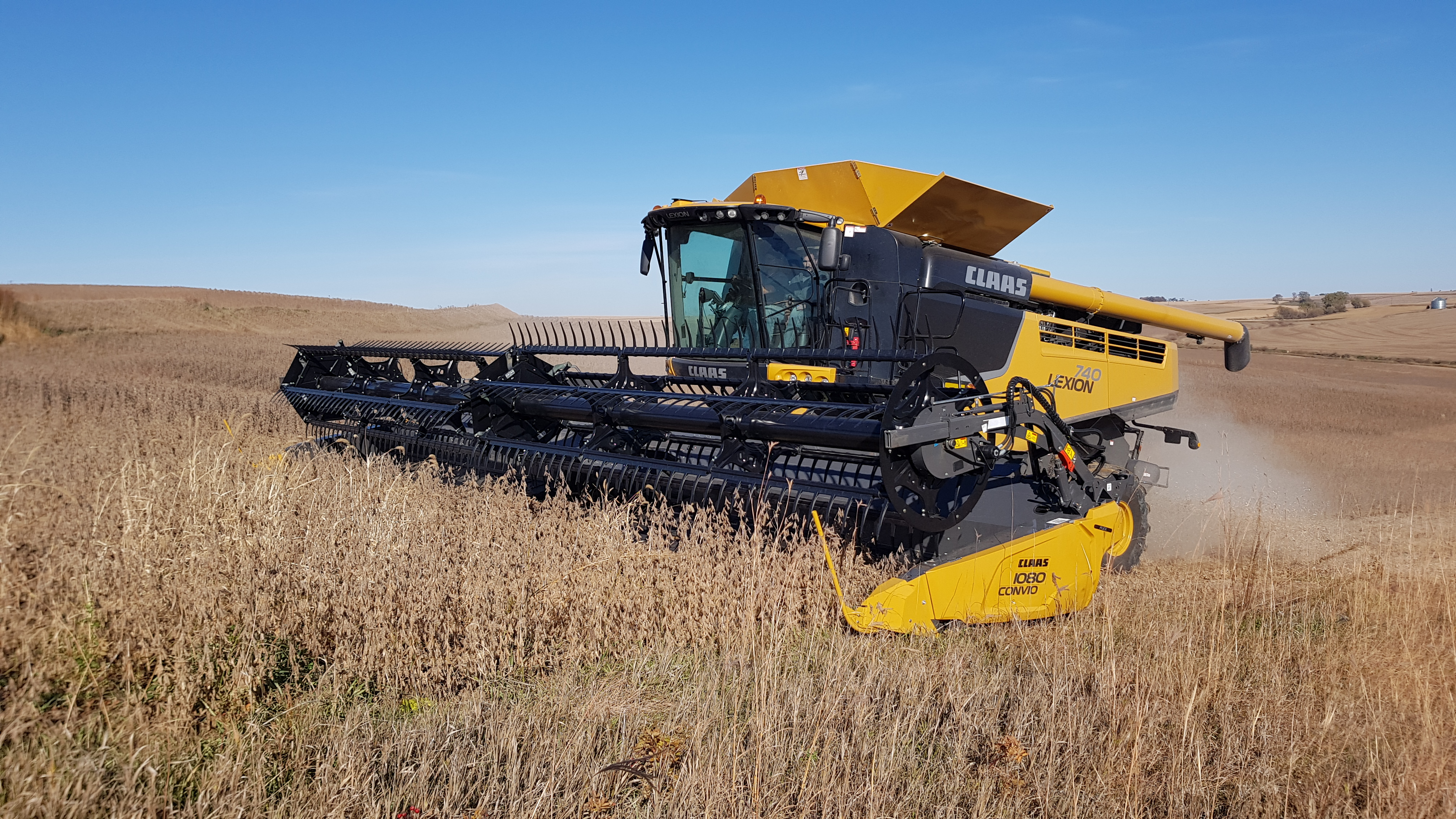
CLAAS LEXION 740 em esquema de pintura amarelo e preto

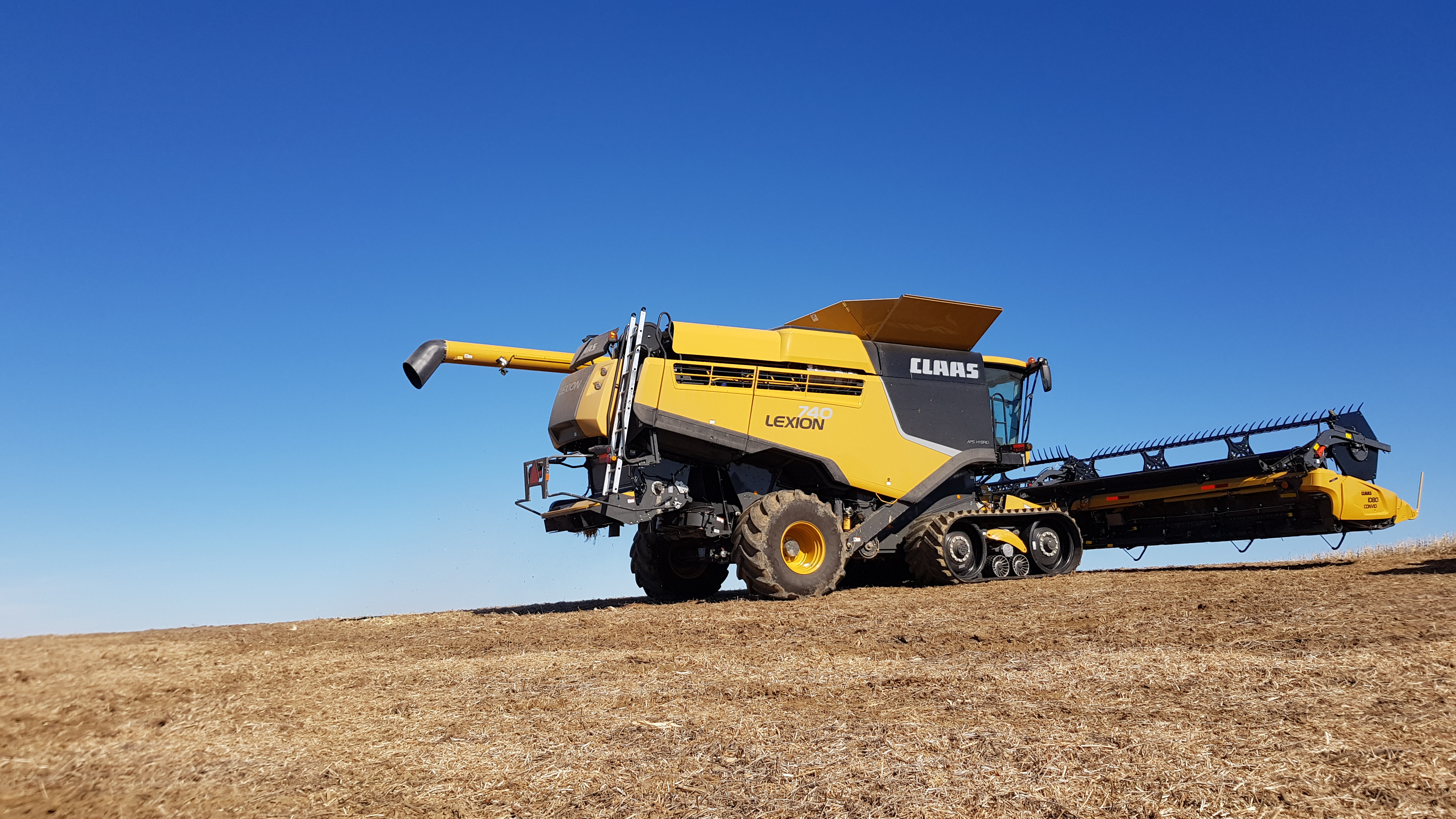
CLAAS LEXION 740 em esquema de pintura amarelo e preto

### Krasnodar, Rússia
A fábrica de Krasnodar, localizada no celeiro da Rússia, iniciou suas operações em 2005. Isso fez da CLAAS o primeiro grande fabricante de engenharia agrícola a operar suas próprias instalações de produção na Rússia. A unidade de produção em Krasnodar foi projetada para uma capacidade de mil máquinas por ano e pretende se tornar um centro local de excelência em engenharia agrícola. Em 2015, a empresa investiu mais 120 milhões de euros na expansão da fábrica. As ceifeiras-debulhadoras são produzidas lá, incluindo metalurgia, pintura e montagem.

### Sunchales, Argentina
Já na década de 1950, a CLAAS vendia máquinas de colheita para a Argentina. A subsidiária local existe desde 2000 em Sunchales, Província de Santa Fé. Além disso, mais cinco peças de reposição e centros de serviço garantem que o serviço CLAAS seja garantido em toda a Argentina.
Em 2006 era tangível a possibilidade de a CLAAS Argentina instalar uma fábrica na Argentina e em 2013, começou a produzir a colheitadeira TUCANO, com motor de 270 a 360 cv (Classe VI ou VIII). Os modelos produzidos incluem o TUCANO 570, TUCANO 470 e TUCANO 560. Ao mesmo tempo, a empresa avançou na capacidade de montagem.
Na cidade de Ameghino, Buenos Aires, a CLAAS fabrica cabeçalhos e outros equipamentos e componentes.

### Chandigarh, Índia
A CLAAS abriu uma fábrica perto de Chandigarh em 2008. fica a 300 km ao norte de Nova Delhi, no meio das áreas mais férteis do norte da Índia. A planta foi projetada para uma capacidade de cerca de 900 colheitadeiras por ano. A ceifeira-debulhadora CROP TIGER é produzida principalmente na fábrica de Chandigarh nas versões com rodas e com rastos TERRA TRAC. Com as esteiras, esta máquina é particularmente adequada para solos úmidos e, portanto, é vendida no sul da Índia, Sri Lanka, Coréia do Sul e outros países do Sudeste Asiático. A versão com rodas do CROP TIGER é usada principalmente em condições secas, como no norte da Índia, Oriente Médio e África.